# Pallacanestro Olimpia Milano 1954-1955
Questa voce raccoglie le informazioni riguardanti la Pallacanestro Olimpia Milano, sponsorizzata Borletti, nelle competizioni ufficiali della stagione 1954-1955.

## Verdetti stagionali
- Serie A: 3ª classificata su 12 squadre (13 partite vinte ed un pari su 22)[1]

## Area tecnica
- Allenatore:  Cesare Rubini